# Destiny 2
Destiny 2 (укр. Доля 2) — відеогра в жанрі науково-фантастичного мультиплеєрного шутера від першої особи, розроблена та видана Bungie в 2017 року для Xbox One, PlayStation 4 та ПК. Сюжетне та ідейне продовження Destiny.
Після релізу Destiny 2 отримала загалом схвальні відгуки від критиків. Похвала стосувалася вдосконалень, зокрема, початкової історії, а також геймплею, візуальних ефектів, дослідницької спрямованості, багатокористувацької гри та публічних заходів. Destiny 2 була номінована на різні нагороди, зокрема на The Game Awards 2017 та Game Critics Awards.

## Ігровий процес

Приклад сутички

### Основи
Destiny 2 розвиває ідеї своєї попередниці, пропонуючи поєднання жанрів Action/RPG з шутером від першої особи та елементами MMO. Гравці розвивають своїх персонажів, виконуючи бойові завдання, в ході яких ті збільшують свій рівень розвитку та добувають екіпіровку. Завдання можуть проходитися одноосібно чи разом з іншими гравцями або змагаючись проти них. Гравці можуть володіти одночасно кількома персонажами (3 для одного облікового запису), вигляд і здібності яких налаштовуються. Перенесення персонажів з Destiny в Destiny 2 не передбачено.
В Destiny 2 наявні 3 класи персонажів з оригінальної гри: «титан», «мисливець» і «чародій». Кожен клас має свої особливі здібності, вдосконалення, перки та по 3 підкласи, що відповідають використовуваній стихії: електрика, сонце чи порожнеча. Щоб отримати підклас для персонажа, гравцеві потрібно відшукати реліквію цього підкласу, а потім зарядити її, знищуючи ворогів, і пройти спеціальну місію.
Кожен предмет екіпіровки (зброя, броня чи прикраса) має рівень сили. Середнє арифметичне значення рівня всієї екіпіровки визначає загальну силу персонажа. Можна покращити предмет екіпіровки, витративши на це інший предмет. Валютою для придбання нової екіпіровки та її покращення слугують «блискітки» (glimmer) — програмована матерія, вироблювана людством у давнину. Її можна заробити за виконання завдань, знайти як скарби чи продавши свій предмет. Приєднавшись до внутрішньоігрової фракції, гравець також заробляє жетони фракції, за які потім можна придбати унікальне для неї спорядження. Рідкісна екіпіровка міститься в енграмах — предметах, які після отримання як винагороди чи знайдення потрібно віднести спеціальним персонажам, криптархам, аби вони відкрили енграму. Виняток складають найменш цінні енграми, які гравці можуть відкрити самотужки.
Активності в грі поділяються на PvE (проти керованих ШІ ворогів) та PvP (проти інших гравців). Крім основних і побічних сюжетних завдань кампанії, наявні «патрулювання» — побічні завдання, для отримання яких треба знайти маячок; на «патрулюваннях» можна знайти трохи валюти, заробити досвід, жетони та енграми. На «штурмах» декілька гравців повинні діяти спільно, щоб зачистити від ворогів територію, в кінці якої відбувається битва з босом. Щотижня пропонується інший «штурм» з особливими вимогами. Крім того існують «нічні вилазки» — це «штурми» підвищеної складності з широким набором спеціальних вимог.
З кожним сезоном стають доступні нові завдання та зростає максимальний рівень сили. Впродовж сезонів пропонується набирати сезонні рівні шляхом виконання завдань, що винагороджується унікальним нагородами. Коли сезон завершується, сезонний рівень обнуляється.

### Раси
Як і в попередній частині, в грі всього 8 інопланетних рас. Серед них грабельними є:
- Люди — вцілілі залишки від людства;
- Пробудженні (англ. Awoken) — нова раса, колишні люди, що відрізняються блакитним кольором шкіри. Виникла після знищення людського флоту на кордоні з Темрявою. Живуть на Рифі.
- Екзо (англ. Exo) — кібернетична раса, що воює на боці людства. Були створені людством в період «Золотого віку» для боротьби з інопланетною загрозою, але згодом набули самостійності.

Решта 5 рас виступають як супротивники:
- Палі (англ. Fallen) — (Дреги, Вандали, Капітани, Хвостовики, Слуги, Бриги) — космічні пірати, найманці.
- Кабал (англ. Cabal) — (Легіонери, Фаланги, Центуріони, Колоси, Псіони) — високорозвинена мілітаризована інопланетна раса. Використовують свої просунуті військові технології для розширення своєї величезної імперії. Зустрічаються на Марсі, Несі, Землі;
- Векс (англ. Vex) — (Гобліни, Хобгобліни, Гарпії, Мінотаври, Гідри, Віверни) — інопланетні кібернетичні істоти, що володіють складною будовою організму і здатністю телепортуватись. Зустрічаються на Несі і Марсі;
- Вулик (англ. Hive) — (Раби, Прокляті Раби, Аколіти, Лицарі, Маги, Огри) — інопланетна раса, яка окупувала Місяць. Високорелігійні — шанують своїх вождів (Крота, Орікса) як богів. Зустрічаються на Землі, Місяці;
- Уражені (англ. Taken) — захоплені представники всіх рас, які перебувають під контролем Орікса, Ураженого Короля. Видозмінившись, отримали нові здібності. Зустрічаються повсюдно.

## Сюжет

### Передісторія
Споконвічно існували Світло й Темрява, що змагалися в своєрідній «грі». Вона передбачала, що якась зі сторін врешті переможе і Темрява вважала це прийнятним, тоді як Світло бажало, щоб гра продовжувалася вічно. Світло створило для цього правило ускладнення та урізноманітнення всього у всесвіті, а Темрява — правило простоти. Результати їхньої «гри», що проникли в молодий всесвіт, стали істотами Вексами.
Сутність у вигляді сфери, відома як Мандрівник, обрала цивілізацію еліксіні своїми підопічними та розвивав її, але еліксіні стали ворогувати між собою внаслідок катаклізму, відомого як Вихор. Зрештою вони стали Палими. Також Мандрівник розвинув цивілізації Амонітів і Гармонії. Коли всі його попередні підопічні зазнали краху від інших космічних цивілізацій, підлеглих Темряві, Мандрівник вирушив до Сонячної системи, приваблений «яскравою мелодією», що дала йому надію.
Мандрівник прибув у Сонячну систему наприкінці XXI ст., тераформувавши супутники Юпітера, Меркурій та Венеру. Люди вступили з ним у контакт на Марсі, отримавши численні технології. Завдяки їм люди колонізували інші тіла Сонячної системи, створили мислячих роботів і вступили в «Золоту добу». Наприкінці «Золотої доби» Мандрівник почав тераформування Іо.
Темрява напала на Сонячну систему своїм Чорним флотом. Люди відступили на Землю. Мандрівник своїм світлом відігнав Темряву від планети, після чого заснув на низькій орбіті. В його тіні вцілілі люди збудували Останнє Місто. Дрони Привиди, наділені часткою світла Мандрівника обрали захисників Стражів, щоб оберігати Останнє Місто.
Однією з найбільших перемог Стражів стало знищення Ураженого Короля, що командував головними силами Темряви в Сонячній системі.

### Події гри
З випуском доповнення Beyond Light у листопаді 2020 року, оригінальну базову кампанію Destiny 2 («Червона війна», The Red War) було перенесено до «Сховища вмісту» (Content Vault). Відтоді вона недоступна для проходження.
Через рік після кризи SIVA сили Кабалу з Червоного Легіону розпочинають повітряний штурм Останнього міста. Їм вдається зруйнувати основну частину Вежі, штаб-квартири Стражів. Протагоніст і його Привид у відповідь допомагають Авангарду в штурмі командного корабля Червоного Легіону, яким командує Домінус Гаул, узурпатор трону імператора. Війська Домінуса прикріплюють до Мандрівника пристрої, що висмоктують із нього Світло. Страж гравця через це втрачає силу.
Прокинувшись через два дні після нападу, він знаходить свого Привида, який все ще може зцілити Стража, але більше не може воскресити його. Вони знаходять притулок, відомий як «Ферма» в Європейській мертвій зоні (EDZ) за допомогою Сураї Готорн з околиць Останнього Міста. Видіння приводить Стража до уламка Мандрівника, з якого Привид відновлює своє Світло. Готорн перехоплює сигнал лиха від командира Завали, який закликає вцілілих Вартових летіти на супутник Сатурна Титан і допомогти у здійсненні контрнаступу. Страж вирушає на Титан, який був захоплений Вуликом. За допомогою заступника командувача Слоуна стає відомо, що Червоний Легіон було відправлено на Чумацький Шлях у відповідь на сигнал лиха, надісланий під час Війни Уражених двома роками раніше, і що Гаул володіє суперзброєю, здатною знищувати зорі. Ця зброя розташована поблизу Сонця, використовуючи планету Меркурій як паливо. Завала доручає Стражу розшукати Ікорі Рей і Кейда-6 для допомоги в контратаці, щоб повернути Останнє місто.
Страж знаходить Кейда-6 на астероїді Нессус, який був майже повністю трансформований Вексом. За допомогою «Failsafe», штучного інтелекту розбитого зорельота «Exodus Black», Страж звільняє Кейда-6, а той підказує знайти Ікорі на супутнику Юпітера Іо (який Мандрівник частково тераформував до приходу Темряви). Ікорі й дослідник Іо, Ашер Мір, наказують Стражам знайти стародавній штучний інтелект, щоб отримати розвіддані про суперзброю, названу «Всемогутнім». Але розвідка показує, що просте знищення «Всемогутнього» знищить і Сонце також. Згодом Авангард возз'єднується на «Фермі» та приходить до висновку, що аби відвоювати Останнє місто та врятувати Мандрівника, спершу потрібно вимкнути «Всемогутнього». Страж на викраденому кораблі Кабалу висаджується на борт «Всемогутнього» та вимикає зброю, сигналізуючи Завалі почати контратаку. Коли Авангард починає штурм, Консул Легіону дорікає Гаулу за його одержимість Мандрівником, чиє Світло той хоче привласнити аби легітимізувати свій титул імператора. Ґаул не зважає, і тоді Консул убиває Речника, якого Ґаул раніше схопив і катував, щоб дізнатися більше про Мандрівника. Тоді Ґаул проголошує, що забере Світло, і задушує Консула в пориві люті.
Страж повертається на Землю, щоб допомогти в контратаці, і проникає на командний корабель Ґаула. Ґаул силою забирає Світло, проте Стражі перемагають лиходія. Та Ґаул встигає перетворитися на ефірну істоту, що безпосередньо звертається до Мандрівника. Через те Мандрівник прокидається, скидає з себе пристрої Ґаула та знищує його самого. Ударна хвиля від пробудження Мандрівника поширюється по всій Сонячній системі, відновлюючи Світло всіх Стражів і знищуючи сили Червоного Легіону. Гра закінчується посмертним голосом Речника, який нагадує всім, що Світло неможливо зупинити.
Потім Страж і Привид збираються разом із Завалою, Ікорі, Кейдом і Готорн у непошкодженій частині Вежі, Авангард повертається до своїх старих обов'язків, а Готорн обіймає там нову посаду. У сцені після титрів показано, що ударна хвиля, випущена Мандрівником, поширюється за межі Сонячної системи та Чумацького Шляху. Її зауважує флот таємничих темних кораблів у формі піраміди, що починає рухатися до Землі.

## Розробка

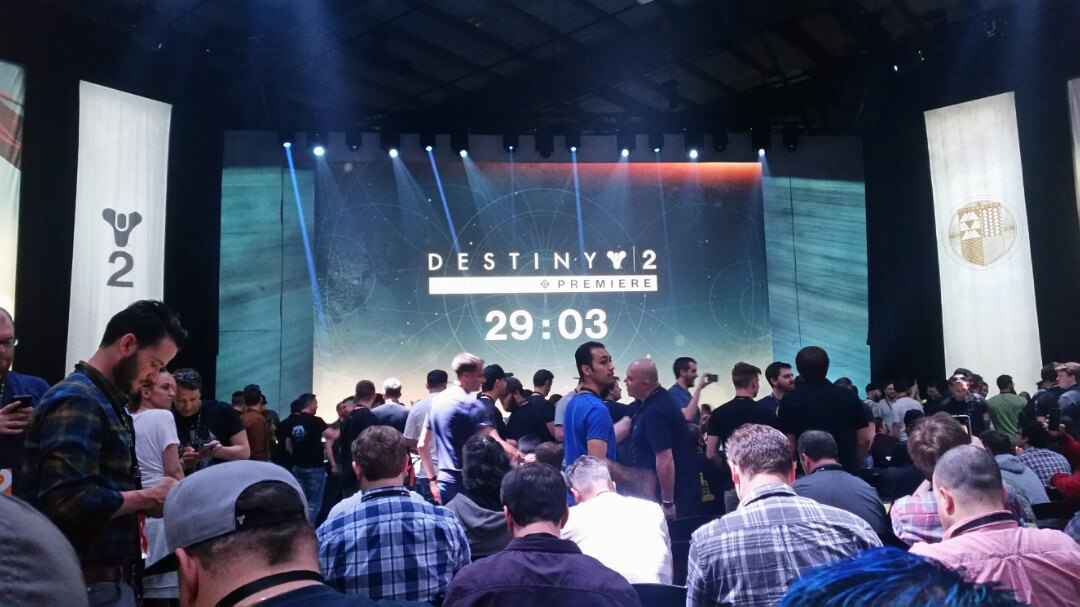
Презентація Destiny 2 в Хоторні, Каліфорнія (18 травня 2017 року).

27 вересня 2016 року завдяки авторитетному сайту Kotaku стало відомо про розробку гри для консолей Восьмого покоління ігрових систем (PlayStation 4, Xbox One) та персональних комп'ютерів під керуванням Windows. Крім Bungie в розробці гри також беруть участь Vicarious Visions і High Moon Studios. Гра планується до релізу в 2017 році.
27 березня 2017 року офіційний твіттер анонсував Destiny 2 і опублікував перше промо з назвою гри.
30 березня 2017 року було опубліковано трейлер гри. Також була оголошена дата виходу гри, реліз відбудеться 8 вересня 2017 року на консолях поточного покоління і вперше на ПК. Також було оголошено, що за передзамовлення гри гравці отримають ранній доступ до бета версії гри.
18 травня 2017 року стало відомо про появу ПК-версії гри ексклюзивно в сервісі Battle.net. За розробку версії гри для ПК відповідальні як Vicarious Visions, так і самі Bungie.
24 жовтня 2017 року вийшла ПК версія гри.
6 червня 2019 року стало відомо про передачу ПК-версії гри з Battle.net на Steam через розірвання контракту з Activision Blizzard. Також планується передача персональних даних з однієї платформи на іншу 1 жовтня 2019 року.

## Завантажуваний контент
- Прокляття Осіріса (англ. Curse of Osiris) (5 грудня 2017 року). Події доповнення відбуваються на планеті Меркурій, і включають нову локацію, що отримала назву «Нескінченний ліс», де так само відбувається дія нового патруля. Нова планета додає сюжетні місії та сюжет про чародія-вигнанця Осіріса, що дозволяє «дізнатися секрети Осіріса в спробі запобігти темному майбутньому і відновити зв'язок між легендарним чародієм і його найкращою ученицею — Ікорі Рей». Також розширено арсенал зброї і спорядження, додано нові кооперативні активності і мультиплеєрні карти[40][41].

- Воєнний розум (англ. Warmid) (8 травня 2018 року). Події доповнення відбуваються на планеті Марс. Присвячене поверненню дослідниці ШІ Анастасії Брей, бойовому ШІ Распутіну з першої частини, якого прагне знищити Вулик, та спробі завадити пробудженню бога-черва Вулика на ім'я Ксол. Крім того з'явилися модифікатори «штурмів» у вигляді особливих вимог, і нова зброя[42].

- Вигнанці (англ. Forsaken) (4 вересня 2018). На Рифі — уламках в поясі астероїдів, настала анархія. Історія розповідає про втечу пробудженого принца Ульдрена та його восьми баронів з тамтешньої тюрми Старійшин. Для повернення порядку на Риф вирушають Стражі, проте їхній лідер, Кейд-6, гине і їм доводиться справлятися самотужки[43]. Сюжет нелінійний і його місії можна проходити в різному порядку[44]. Також доповнення додає нові здібності та зброю[45][43].
- Оселя тіней (англ. Shadowkeep) (1 жовтня 2019). Еріс Морн кличе Стражів на Місяць аби приборкати Темряву, що пробуджується під його поверхнею[46].
- За гранню Світла (англ. Beyond Light) (10 листопада 2020). Над супутником Юпітера Європою пробуджується пірамідальний корабель сил Темряви, які належить приборкати Стражам. Доповнення запроваджує титули для гравців і повертає частину локацій, закритих після завершення минулих сезонів. Також додає підклас персонажів, що спеціалізується на використанні стазису[47][48].
- Королева-відьма (англ. The Witch Queen) (22 лютого 2022). Доповнення обертається навколо Саватун, Королеви-відьми, сестри Орікса, який був антагоністом першого великого доповнення оригінальної Destiny (2014), The Taken King (2015). Доповнення надає нові місії, локації, спорядження, зброю та новий рейд[49].
- Світлопад (англ. Lightfall) (28 лютого 2023). Імператор-вигнанець Кабалу, Калус, зі своїми союзниками атакують таємне, технологічно розвинене місто людей Неомуна на Нептуні. Стражі дізнаються про Неомуну з останнього повідомлення Распутіна й вирушають туди, щоб знайти реліквію під назвою Вуаль. Доповнення додає нові місії, локації з режимом «Гравець проти довкілля», карти «Гравець проти гравця», спорядження гравців, зброю та новий рейд[50].
- Фінальна Форма (англ. The Final Shape) (4 червня 2024). Доповнення про подорож у серце Мандрівника, з метою запобігти втіленню Свідком їхнього химерного бачення існування всесвіту. Доповнення містить нові локації, місії, новий підклас, спорядження, зброю, нових ворогів та рейд[51].

## Оцінки й відгуки
| Агрегатор  | Оцінка                                 |
| ---------- | -------------------------------------- |
| Metacritic | (PC) 83/100 (PS4) 85/100 (XONE) 87/100 |

| Видання                   | Оцінка |
| ------------------------- | ------ |
| Destructoid               | 7.5/10 |
| Electronic Gaming Monthly | 8/10   |
| Game Informer             | 9/10   |
| GameRevolution            | [ 58 ] |
| GameSpot                  | 8/10   |
| GamesRadar+               | [ 60 ] |
| Giant Bomb                | [ 61 ] |
| IGN                       | 8.5/10 |
| Polygon                   | 9/10   |
| VideoGamer.com            | 8/10   |

В цілому, критики залишилися задоволені першими годинами проходження. Багато хто відзначав, що серія зробила значний крок. Келлі Плаг з Gamespot вважає, що у розробників вийшло виправити більшість проблем оригіналу. Відзначалася сюжетна складова і опрацювання світу.
Звичайно, все це як і раніше відчувається як Destiny. Новий соціальний простір і Ферма, яка служить Вежею (Tower) з оригіналу. Пошук лута і поліпшення спорядження як і раніше забирає значну частину часу. Складність ворогів була відрегульована, але вони не сильно відрізняються один від одного. Це не погано, але це також змушує мене задатися питанням, чи побачу я Destiny 2 справжнє продовження, а не просте виправлення помилок.
Я грав в бета-версію Destiny 2 і переживав, що не зможу перенести весь прогрес в фінальну, роздрібну версію. Тепер я хочу знову зануритися і спробувати ще раз. Я хочу випробувати абсолютно новий клас персонажа. Я хочу приділяти набагато більше уваги діалогам і експозиції місій. Перш за все, я хочу об'єднатися з друзями і подивитися, як відчувається «битва в кожному куті». — Ars Technika
У другій Destiny є кілька шарів, а під поверхнею — неймовірна краса, яка містить в собі безліч елементів. — Critical Hit
Destiny 2 більше, краще і красивіше. Я міг би написати параграф, що розповідає тільки про небо. Нескінченні побічні квести і події, захоплююча кампанія і гладкий PvP — це лише дещиця того, що має гра. — GamesRadar+
На щастя, історія така ж, коли я закохався в класичні ігри Halo багато років тому. Є цілий світ для дослідження зі своїми побратимами-Охоронцями. Схоже, в нас буде довга прогулянка. — Glixel

## Продажі
Destiny 2 стала другою найприбутковішою консольною грою 2017 року в Північній Америці (після Call of Duty: WWII), а також найбільшим релізом Activision для ПК на основі проданих примірників: понад 1 млн за перший тиждень продажів. Цифрові завантаження для Destiny 2 складають понад половину загального обсягу продажів гри.
Кількість гравців у Destiny 2 в 2022 році склала понад 38 млн осіб (в середньому 700 тис. щоденно), що робить її найпопулярнішою MMO після World of Warcraft. Вони приносять розробникам по $100-500 млн щороку.